# 杰弗里·豪韦勒乌
杰弗里·豪韦勒乌（荷蘭語：Jeffrey Gouweleeuw，1991年7月10日—）是一位荷兰足球运动员，自2016-17赛季起效力于德甲俱乐部奥格斯堡，于场上司职后卫。

## 足球生涯

### 俱乐部
出生于海姆斯凯尔克的豪韦勒乌自幼是在家乡俱乐部ADO'20开启了自己的足球生涯，并于2006年加入海伦芬的青训营。在那里，他于2010-11赛季获提拔至俱乐部一线队。2011年4月2日，豪韦勒乌在主场以2比3负于鹿特丹精英的比赛中完成了荷甲处子秀。同年10月1日，他又在对阵维特斯的比赛中射入自己的首个联赛入球，于第90分钟将比分扳成1比1平。
在2013-14赛季，豪韦勒乌转投联赛竞争对手阿尔克马尔，并于2013年9月19日首次参加欧洲联赛，帮助球队在客场以1比0战胜海法马卡比。自2015-16赛季起，豪韦勒乌以队长身份率领球队征战，直至2016年1月被德甲俱乐部奥格斯堡签入。
2016年2月4日，豪韦勒乌在主场以1比3不敌拜仁慕尼黑的比赛中上演德甲首秀。2016-17赛季第二轮，他又在客场以2比1战胜云达不来梅的比赛中射入德甲首球。

### 国家队
豪韦勒乌曾于2007年入选荷兰17岁以下国家足球队。在为U-19国家队上阵两次之后，他于2016年2月29日以0比0战平苏格兰的比赛中首次代表荷兰U-21出场。豪韦勒乌在该级别国家队中共上阵3次。